# The Vectors
I The Vectors sono un gruppo hardcore punk svedese, formato nel 1996 a Umeå dal chitarrista e cantante Karl Backman, il bassista e cantante Pelle Backman e il batterista Jens Nordén. Tutti e tre i componenti hanno suonato assieme in altri gruppi dal 1990. Jens Nordén ha anche suonato negli Step Forward con Dennis Lyxzén.

## Storia del gruppo
Il primo extended play, Fuck MTV, viene pubblicato nel dicembre 1996 dalla New Lifeshark Records, che pubblica anche l'album di debutto, The Vectors nel 1998. Poiché l'etichetta aveva censurato i testi e la copertina, la band decide di non collaborarci più.
Nel 1999 i The Vectors devono cessare temporaneamente il tour europeo a causa di un procedimento legale intentato da una major tedesca, che affermava di possedere i diritti d'autore sul nome Vectors, mentre altre date vengono cancellate a seguito di attacchi neonazisti.
L'EP Rape the Pope viene pubblicato nell'estate del 2000 dalla loro stessa etichetta e, a seguito di quest'uscita, la band riceve minacce di morte e proteste da attivisti cristiani e antiabortisti a causa della title track. La pubblicazione fu anche rifiutata da alcuni distributori.
Nel novembre 2003 viene pubblicato il secondo album di studio, Still Ill, dalla Busted Heads Records Come il precedente EP, anche Still Ill viene prodotto da David Sandström.
Un terzo album, intitolato Good Fuck Bad Fuck, è attualmente in fase di realizzazione.
Karl Backman e Jens Nordén suonano attualmente negli AC4 con Dennis Lyxzén e David Sandström, mentre Pelle Backman negli Audionom.

## Formazione
- Pelle Backman - basso, voce
- Karl Backman - chitarra, voce
- Jens Nordén - batteria

## Discografia

### Album studio
- 1998 - The Vectors
- 2003 - Still Ill

### EP
- 1996 - Fuck MTV
- 2000 - Rape the Pope
- 2011 - Pigs and Parasites

### Apparizioni in compilation
- 1999 - Apocalypse in Swedish Sins 99
- 2002 - Kill in The International Punk Rock Box Set
- 2002 - We Are the New Plague e Spit on You (different mix) in Burn It All Away
- 2002 - Don't Need Nothing in Samlingskass1
- 2003 - Don't Need Nothing in Close Up Magazine issue 63 CD
- 2004 - Everyone's Against Me in Main Man: A Tribute to Dee Dee Ramone
- 2005 - Rape the Pope in Diggy Diggy Dead
- 2009 - Shootin' Out Your Lights in Umeå Punk City